# Kettenschmierung
Ketten werden ebenso wie Kardanantriebe, Pleuelstange und Keilriemen in Getrieben von Maschinen und Fahrzeugen zur Kraftübertragung sowie als Steuerketten eingesetzt. Ketten bedürfen im Allgemeinen einer Schmierung zur Verminderung von Reibung und Verschleiß.
Die kritischen Stellen, an denen der maßgebliche Verschleiß einer Kette auftritt, sind je nach Bauart der Kette die Kontaktflächen der Bolzen (Nietstifte) mit Laschen, Lagerkragen, Hülsen oder Buchsen. Essentiell ist daher, dass speziell die innenliegenden Bolzen nicht trocken laufen und immer ausreichend geschmiert sind. Sofern das vom Hersteller verwendete Fett nicht durch eine Druck- oder Heißreinigung, Löse- oder Reinigungsmittel ausgewaschen wird, reicht dies für eine längere Zeit zur Schmierung der Kette aus.

## Fettpackung
Durch den Hersteller werden Ketten intern mit einem gut haftenden Fett versehen, das über einen bestimmten Zeitraum für eine ausreichende Schmierung sorgt. Das vom Hersteller verwendete Fett sollte nicht durch eine Reinigung mit Lösemitteln oder eine Dampf-, Druck- oder Heißreinigung ausgewaschen werden, denn ohne das Zerlegen der Kette lässt sich eine Schmierung in gleicher Qualität nicht wieder erreichen.
Ketten aus korrosionsanfälligen Werkstoffen werden vom Hersteller auch äußerlich geölt oder gefettet.
Wird die innere Fettpackung durch den laufenden Betrieb reduziert oder durch Kettenreinigung ausgewaschen, muss die Kette ausgetauscht oder die Schmierung erneuert werden.

## Ölen
Die Kette wird regelmäßig oder bei Bedarf von außen geölt, das Öl läuft bei richtiger Ölung durch den Kapillareffekt (Kriecheffekt) an die relevanten Stellen im Inneren der Kette.
Das Ölen kann manuell mit der Ölkanne, mit Sprühöl, durch ein Ölbad, Öllappen oder auf andere Weise geschehen. Schmieröl muss häufiger ergänzt bzw. erneuert werden als eine interne Fettpackung, kann allerdings ohne großen Aufwand auch bei laufender Kette erfolgen.
Bei Rollenketten gelangt dünnflüssiges Öl auf dem schnellsten Weg zum innenliegenden Bolzen, wenn es auf den Spalt zwischen den Kontaktflächen der Kettenglieder aufgetragen wird.
Bei Lagerkragenketten, die überwiegend bei Fahrrädern mit Kettenschaltung eingesetzt werden, kann das Öl stattdessen auch seitlich an den Rollen aufgetragen werden.

### Auswahl des Öls
Eine durch Verharzen der Schmiermittels oder Korrosion versteifte Kette kann durch Petroleum oder lösemittelhaltige Penetrier- oder Kriechöle wie WD-40 wieder gangbar gemacht werden.
Andernfalls sollten lösemittel- oder petroleumhaltigen Öle ebenso wie wasserlösliche Öle wie Ballistol eher vermieden werden, da sie das im Inneren der Kette befindliche Fett auswaschen können.
Ein gewöhnliches Nähmaschinen-, Feinmechaniker-, Fahrrad- oder Schmieröl kann ebenso wie spezielle Kettenöle in das Innere der Kette gelangen, ohne das Fett auszuwaschen. Paraffin- und Silikonöl waschen bei Kontakt mit Wasser schneller aus als andere Öle.
Motorradketten-, Haft- und Sägekettenöle bilden einen Film auf der Oberfläche und dringen weniger gut in der Innere der Kette ein. Dies ist in der Regel aber auch nicht nötig, da die innere Schmierung nur selten ergänzt werden muss.

### Ölbad
Die Kette läuft als Ganzes oder teilweise durch ein Ölbad. Dies ist die gründlichste Art der Ölung, meist einhergehend mit einer Kapselung des Kettengetriebes. In einem Kettenkasten laufende Ketten erreichen sehr hohe Laufleistungen. Bei Viertaktmotoren wird die Kette zum Antrieb der Nockenwelle(n) vom Motoröl geschmiert.

### Öler

Ein Glasbehälter als Öler an einer Dampfmaschine

Ein Öler ist eine technische Vorrichtung zur stetigen oder periodischen Versorgung der Kette mit Schmierstoff, tröpfelnd oder sprühend. Einfache Öler finden sich häufig an größeren stationären Maschinen, z. B. Dampfmaschinen oder Werkzeugmaschinen. Öleranlagen (automatische Schmieranlagen) sind allerdings auch für fahrbare Maschinen, Lokomotiven wie Baumaschinen, zu haben bzw. werden hier eingebaut. Ein speziell für Fahrräder gefertigter Öler war die Lubmatic.

## Wachs
Kettenwachs wird häufig durch Zugabe von Öl oder Lösemittel verflüssigt, um in die Spalte zwischen den beweglichen Teilen der Kette eindringen zu können. Die Schmierwirkung von Wachs ist gering. Es dient eher dem Schutz der Oberfläche vor Korrosion.
Alternativ kann die Oberfläche auch durch den Auftrag eines beliebigen Fetts (z. B. Vaseline) geschützt werden.

## Feststoffschmierung
Im Gegensatz zu Graphit ist MoS2 gut als Zusatzstoff zur Not- oder Trockenschmierung geeignet.

## Andere Medien
Bestimmte Materialien oder Oberflächenbeschichtungen können mit einer anderen Flüssigkeit als Fett oder Öl geschmiert werden oder sind selbstschmierend.
Diese kommen zur Anwendung, wenn eine reguläre Schmierung aufgrund des Aufwandes oder der damit verbundenen Schmierstoffe nicht möglich ist. Antriebe, die etwa in der Lebensmittelindustrie in Kontakt mit Nahrungsmitteln kommen, können so durch lebensmittelneutrale Flüssigkeit wie Wasser geschmiert werden.